# Tongchuan

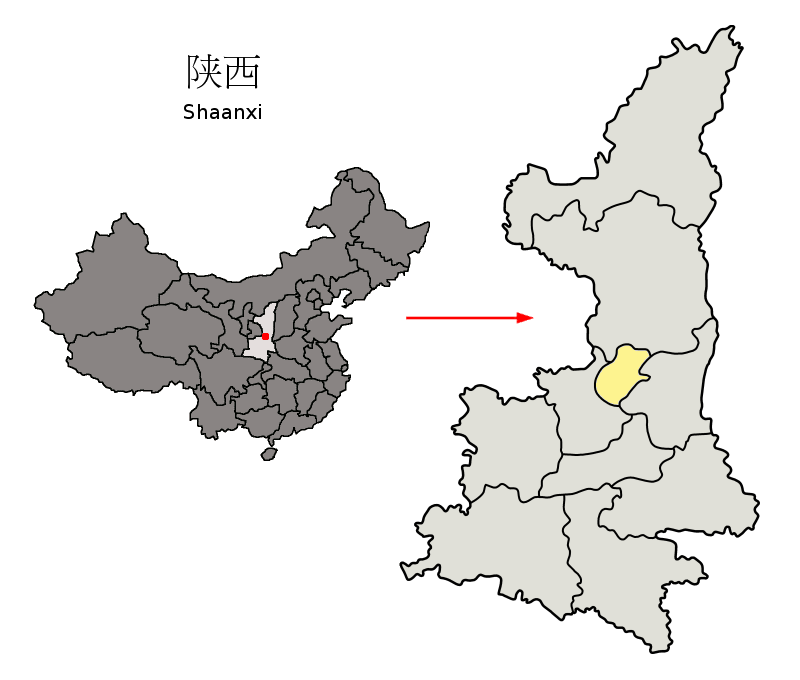
Lage der bezirksfreien Stadt Tongchuan (gelb) in der Provinz Shaanxi

Die Stadt Tongchuan (銅川市 / 铜川市,  Tóngchuān Shì) ist eine bezirksfreie Stadt im Zentrum der chinesischen Provinz Shaanxi. Sie hat eine Fläche von 3.885 Quadratkilometern und zählt 698.322 Einwohner (Stand: Zensus 2020).
Im Stadtbezirk Yaozhou befinden sich die Steininschriften und -skulpturen des Medizinkönig-Berges (药王山石刻, Yào wáng shān shíkè), der Konfuzianische Tempel im Yao-Kreis (耀县文庙, Yào xiàn wénmiào), die Stätte des Qin- und Han-zeitlichen Duiyu-Palastes (祋祤宫遗址, Duìyǔ gōng yízhǐ), die Song-zeitliche Yanchang-Pagode (延昌寺塔, Yánchāng sì tǎ), und das ehemalige Revolutionäre Hauptquartier an der Shaanxi-Gansu-Grenze in Zhaojin (陕甘边照金革命根据地旧址, Shǎn Gān biān zhào jīn gémìng gēnjùdì jiùzhǐ) von 1932, im Stadtbezirk Wangyi der Song-zeitlich Yaozhou-Brennofen (黄堡镇耀州窑遗址, Huángbǎozhèn yàozhōu yáo yízhǐ), und im Stadtbezirk Yintai die Überreste des Yuhua-Palastes (玉华宫遗址, Yùhuá gōng yízhǐ) und die Song-zeitliche Zhongxing-Pagode (重兴寺塔, Zhòngxìng sì tǎ), die, zusammen mit der Pagode des Sheng-Tempels (神德寺塔, Shéndé sì tǎ), auf der Liste der Denkmäler der Volksrepublik China stehen.

## Wirtschaft
2004 betrug das Bruttoinlandsprodukt insgesamt 5,9 Milliarden Yuan.

## Administrative Gliederung
Die bezirksfreie Stadt Tongchuan setzt sich auf Kreisebene aus drei Stadtbezirken und einem Kreis zusammen. Diese sind (Stand: Zensus 2020):
- Stadtbezirk Yaozhou - 耀州区 Yàozhōu Qū, 1.608 km², 357.370 Einwohner;
- Stadtbezirk Wangyi - 王益区 Wángyì Qū, 156 km², 135.298 Einwohner;
- Stadtbezirk Yintai - 印台区 Yìntái Qū, 609 km², 133.940 Einwohner;
- Kreis Yijun - 宜君县 Yíjūn Xiàn, 1.512 km², 71.714 Einwohner.